# Terremoto de Lima y Callao de 1940
El terremoto de Lima y Callao de 1940 se produjo el 24 de mayo de 1940, a las 11:35 de la mañana (hora local), asolando Lima, la Provincia Constitucional del Callao y zona costera del departamento de Lima, en Perú. Hubo también un tsunami. El sismo fue sentido desde Guayaquil (Ecuador) en el norte hasta Arica (Chile) en el sur. Produjo una intensidad de VI MMI en el Callejón de Huaylas; V MMI en Trujillo, IV MMI en Paita y Piura. 
Ha sido el terremoto de mayor magnitud que afectó a Lima en el siglo XX y el segundo desde la fundación de la ciudad, después del Terremoto de Lima de 1746.

## El sismo
Las informaciones de la prensa sobre el sismo que remeció Lima aquel día lo describen elocuentemente: "A esa hora un sordo rumor anunció la llegada del fenómeno, el que continuó con extraordinaria violencia hasta sacudir las paredes de los edificios. Segundos más tarde era fácil advertir cómo las molduras, cornisas y aplicaciones se desprendían de las casas para caer con impresionante estrépito. A la vez se levantaba una polvareda, consecuencia del material arrancado de las construcciones de quincha y tierra" (Diario El Comercio de Lima). La nube de polvo provenía también de los acantilados derrumbados de la zona costera.
El terremoto fue considerado como uno de los peores registrados hasta esos momentos en la capital del Perú, pero afectó más rudamente al Callao, por estar más cerca al epicentro, sufriendo el puerto el embate de un maremoto, con retiro del mar a 150 metros y retorno con olas de 3 metros de altura que anegó totalmente los muelles.
Muchos locales escolares sufrieron graves daños. Debido a que el sismo coincidió con la hora de salida de los alumnos, originó mayor confusión.

## Consecuencias
Las zonas de Lima más afectadas por el sismo fueron: el Centro de Lima, Chorrillos, donde el 80% de las viviendas quedaron colapsadas y el malecón hundido en tramos, Barranco y La Molina. Se contabilizaron 179 muertos y 3500 heridos en la ciudad.
Las zonas más antiguas de la capital, en donde predominaba como material de construcción el adobe y la quincha sufrieron graves deterioros; en cambio los edificios más modernos, incluso los más altos, resistieron el movimiento. Ello, porque ya desde la década de 1930 Lima había experimentado un crecimiento urbano con construcciones de edificios y viviendas que respondían a las exigencias de la modernidad y seguridad. En el centro de Lima los edificios antiguos quedaron seriamente afectados, desplomándose muchos de ellos, días después. Las instalaciones eléctricas, interrumpidas durante el sismo, se reanudaron luego de unas horas. Entre las construcciones más importantes que resultaron afectadas estaban la fachada de la Estación de Desamparados, que debió ser apuntalada, debido a su peligrosa inclinación hacia el suelo. Asimismo, la iglesia de San Agustín, la iglesia de La Merced y la iglesia de San Francisco sufrieron resquebrajamientos en sus paredes, por lo que fueron necesarios diversos trabajos de refacción.
El Palacio de Gobierno no sufrió mayores daños, dada su reciente construcción. El presidente Manuel Prado y Ugarteche recorrió la ciudad evaluando el desastre. Muchas personas se instalaron y pernoctaron en las calles y jardines con temor a un nuevo movimiento sísmico. 
El Estadio Víctor Manuel III (en Pueblo Libre), que desde su inauguración en 1922 era el único estadio de fútbol perteneciente a un club peruano (el Circolo Sportivo Italiano), no resistió al terremoto.
De otro lado, debido a los resultados de este sismo, se discutió la reglamentación de las futuras construcciones ya que las casas y solares existentes en su mayoría eran antiguos e inseguros.
En el Callao, el paso del terremoto fue desolador: se contaron 100 muertos, 2,000 heridos y cinco mil casas destruidas. La Iglesia Matriz quedó severamente dañada: una de sus torres se derrumbó y la otra quedó con riesgo de caer. El balneario de La Punta sufrió el embate del maremoto pero los daños no fueron tan cuantiosos, porque las casas habían sido construidas recientemente. En el Terminal Marítimo el piso se hundió en más de 500 metros y el agua salía detrás del edificio de la Aduana. Muchas calles se resquebrajaron y se podía observar la salida del agua de mar. Pero los mayores estragos se dieron en los callejones y casas de la gente pobre, pues casi todas quedaron en ruinas. Inicialmente se distribuyeron carpas para alojar a los pobladores. Pero también se señaló: "Esa gente no puede vivir acampando por muchos días, hay que darles alojamientos donde se amparen por algún tiempo". De esta forma se iniciaron en el Callao las construcciones de casas para alojar a los obreros y empleados que sufrieron las pérdidas de sus inmuebles a consecuencia del terremoto, lo que fue tarea prioritaria en los meses siguientes.

## Otros sismos de los años 1940 en el Perú
En los años subsiguientes hubo otros terremotos en diversos puntos del Perú. El 24 de agosto de 1942, se produjo un violento sismo en Nazca, en el departamento de Ica, quedando destruida la ciudad. El 10 de noviembre de 1946 fue Sihuas, en el departamento de Ancash, la que sufrió un terremoto, que se extendió por varias provincias de dicho departamento y el de La Libertad, con un alto número de muertos (aproximadamente 2,500). El 1 de noviembre de 1947 tuvo lugar otro movimiento sísmico, localizado entre la sierra central y la selva, con epicentro en Satipo, departamento de Junín.

## Nota
1. ↑  Desde El Frontón, isla situada frente al Callao y habilitada como cárcel de presos políticos, se podían divisar las enormes columnas de polvo que se elevaban al cielo, tal como lo testimonió el entonces joven aprista Armando Villanueva del Campo en una carta que envió a sus padres algunos día después:

“Desde aquí vimos un espectáculo que no es para ser descrito. Una inmensa cortina de polvo subiendo desde el litoral hasta lo alto, cortina que durante algún tiempo nos ocultó de la costa. Al principio creímos que solo se trataba de desprendimientos de barrancos. Pero después, los barrancos iban reapareciendo en algunos sectores. Entonces nos dimos cuenta que enormes columnas de polvo se elevaban del Callao, Lima, Barranco y Chorrillos. Para nosotros era una magnífica visión de conjunto que abarcaba desde La Punta hasta el Morro Solar.”. (Carta reproducida en: La Gran Persecución. Por Armando Villanueva y Guillermo Thorndike. Lima, 2004. ISBN 9972-924 9-1-2 pág. 185).
2. ↑  El escritor Julio Ramón Ribeyro, quien por entonces tenía 10 años y cursaba la primaria en un colegio religioso de Miraflores, ha narrado en su cuento “Mayo 1940” las incidencias que le tocó vivir en aquel memorable día: 

“Los primariosos salíamos del colegio en cuatro filas, correspondientes a diferentes barrios de Miraflores. Por seguridad y disciplina un hermano acompañaba a cada fila durante un trecho. Nuestra fila, la de quienes vivían en Santa Cruz, la conducía el hermano Juan. No habíamos hecho más que traspasar el portón y avanzar hacia la alameda Pardo cuando escuchamos un ruido sordo, lejano, que parecía provenir de las profundidades de la tierra, al mismo tiempo que las tórtolas de los ficus levantaron el vuelo y huyeron alborotadamente hacia las lomas. Algunos creyeron que se trataba de un gran camión o aplanadora que remontaba la alameda, pero ningún vehículo surgió y al ruido se sumó una trepidación. La vereda empezó a ondular, tan pronto parecía subir como bajar, al punto que trastabillamos, pues no sabíamos a qué distancia debíamos poner los pies. Alguien dijo «se nos viene un temblor», pero cuando vimos caerse las tejas de la residencia Moreira y abrirse una grieta en su alto cerco de adobe no nos quedó duda que se trataba de un terremoto. Nuestra fila se disgregó despavorida y antes que nadie el hermano Juan, remangando su sotana, salió disparado hacia el colegio. Algunos alumnos huyeron rumbo al parque y nosotros hacia la alameda Pardo, por donde mujeres pasaban dando de gritos con los brazos en alto. El ruido subterráneo cesó, pero la trepidación fue en aumento, la pista fluía como si fuese líquida, la fachada de la bodega Romano se tambaleó, su gran vitrina se hizo trizas, dos indias de pollera cayeron de rodillas y clamaban al cielo dándose golpes en el pecho, una nube de polvo llegó de los acantilados y llenó nuestros ojos de tierra, el muro de un rancho se vino abajo, ramas de ficus cayeron estruendosamente, mientras que automovilistas pasaban fierro a fondo tocando con estridencia sus bocinas…” (Julio Ramón Ribeyro. La palabra del mudo. Cuentos completos. Pág. 611. Fidelio Editores. Montevideo, Uruguay, 2008. ISBN 84-663-1055-9)
3. ↑  Doce años después, en 1952 se inauguró el Estadio Lolo Fernández - U, con el que durante 22 años Universitario de Deportes fue el único club peruano con estadio de fútbol propio. A fines del s. XIX, en 1897 se inauguró el Estadio Guadalupe, el primer, y durante 16 años, único estadio de fútbol de un club peruano, el Unión Cricket, que dejó de existir en 1913 (y sobre su estadio se construiría el Estadio Nacional del Perú).

## Fuente
- Revista del Club Regatas Lima:  El Club y el terremoto de 1940
- El Siglo XX de El Comercio. 1940-1949. Plaza & Janés Editores S.A. Edición de Perú, 2000. Impreso en los talleres de Empresa Editora El Comercio S.A. ISBN 9972-617-18-1
- Guerra, Margarita: Historia General del Perú. Tomo XII. La República contemporánea (1919-1950). Primera Edición. Editorial Milla Batres. Lima, Perú, 1984. ISBN 84-499-4818-5

- Datos: Q5930754